# Tel Aviv Pride
Tel Aviv Pride (hebrejsky: גאווה תל אביבית, arabsky: مثلي الجنس فخر تل أبيب) je každoroční týdenní festival konající se v Tel Avivu, jehož středobodem je život izraelské LGBT komunity. Naplánován je na druhý týden v červnu, který je mezinárodně uznáván jako měsíc gay hrdosti. Díky hojnému počtu účastníků má status největšího asijského festivalu hrdosti sexuálních menšin.

## Pochod hrdosti
První veřejná manifestace, jíž by šlo nazvat první izraelskou událostí tohoto typu, se odehrála v r. 1979 na Rabinově náměstí. S festivalem Tel Aviv Pride úzce souvisí průvod Tel Aviv Love Parade, který proběhl v r. 1997.
Pochod začíná na Meir Parku v Tel Avivu a pokračuje přes Bugrashovu ulici, Ben Yehudovu ulici a bulvár Bena Gurisona. Jeho zakončením je párty v Parku Charlese Clora na telavivské promenádě. Se svojí 100 tisícovou účastí v r. 2011 si Tel Aviv Pride vysloužil status největšího pochodu gay pride v kontinentální Asii. Asi 5 tisíc účastníků bylo z řad turistů. Tel Aviv byl také prvním místem, kde se začala vytvářet gay scéna, a zároveň i první izraelskou metropolí, kde se začaly konat takové akce. V r. 2016 se závěrečného pochodu městem zúčastnilo 200 tisíc osob, čímž získal status největšího na celém světě.